# Princess Donna
Princess Donna est une actrice pornographique américaine et réalisatrice de films pornographiques. Elle était auparavant directrice des sites Web Public Disgrace, Bound Gang Bangs, et Ultimate Surrender, tous trois produits par Kink.com. La quasi-totalité de ses performances et réalisations appartiennent au genre de la pornographie BDSM. Elle est apparue comme sujet dans un certain nombre de documentaires, notamment Graphic Sexual Horror (en) en 2009 et Public Sex, Private Lives en 2012,,,.

## Biographie
Princess Donna est née le 23 janvier 1982. Elle s'est intéressée à la photographie et à la politique de l'égalité des genres et sexes à l'adolescence, et a étudié à la fois à l'Université de New York et à sa Tisch School of the Arts. Tout en allant à l'école, elle a commencé à travailler comme strip-teaseuse et a affirmé qu'elle a plus tard pris son nom "Donna" d'une autre strip-teaseuse qu'elle connaissait. Elle a également commencé à pratiquer le bondage et à jouer pour le producteur new-yorkais de pornographie BDSM Insex (en).
Immédiatement après l'obtention de son diplôme en 2004, elle a été embauchée en tant que webmaster/directrice dans une division de Kink.com et a déménagé à San Francisco pour diriger, exécuter et développer des idées pour de nouveaux sites Web à temps plein. Elle a pris la direction de Wired Pussy de Kink.com, un site pornographique axé sur l'électrostimulation érotique de femmes soumises par des femmes dominantes. En plus de la mise en scène, elle a été la principale dominante sur le site, bien que d'autres dominantes fassent des apparitions. En 2008, il a été rapporté qu'elle avait réalisé et joué dans environ 300 scènes pour Wired Pussy.
Certaines de ses premières performances étaient en tant que soumise pour Insex.com, mais elle n'a pas effectué de rapports sexuels homme/femme devant la caméra avant 2008 : « The Training of O a été le premier site à combiner suffisamment de BDSM sérieux avec du sexe garçon/fille pour me rendre curieuse de l'essayer. » En 2008, Princess Donna a développé un nouveau site, PublicDisgrace.com, qui se concentrait sur le fétichisme de l'humiliation publique de femmes soumises, et présentait également des rapports sexuels hommes-femmes.
Fin de 2012, elle dirigeait Public Disgrace, Bound Gang Bangs, et Ultimate Surrender. Princess Donna est également un « personnage » régulier sur le site Web pornographique en série queer basé sur la réalité The Crash Pad Series.
Elle a quitté Kink fin 2014.

### Documentaires
Avec Lorelei Lee, Princess Donna était sujet du film indépendant de 2007 de Brian Lilla, A Tale of Two Bondage Models, présenté au Festival du film de Tribeca 2008. Elle apparaît également dans Graphic Sexual Horror (en), un documentaire de 2009 sur Insex (en). Elle apparaît, avec les actrices pornographiques Lorelei Lee et Isis Love, dans le documentaire Public Sex, Private Lives de Simone Jude de 2012, où elle est interviewée sur le mode de vie et la journée de travail des personnes qui pratiquent le BDSM, et sur la façon dont cela devient moins tabou,,,.

## Vues sur la sexualité
Princess Donna identifie son identité sexuelle comme « queer », selon une interview de 2008 dans The Village Voice. Elle dit : « Ma sexualité se situe en dehors de la culture dominante de l'hétéronormativité vanille. Je suis tout sauf hétéro. J'aime les filles, j'aime les garçons, j'aime les garçons et les filles transgenres. ».
Elle a exprimé une perspective féministe sur son travail : « J'ai grandi dans une culture Silence des agneaux, une culture où le viol et le meurtre de femmes sont des thèmes très courants dans les films et les émissions de télévision. La société n'a pas peur du sexe et de la violence ; ils ont peur que les femmes possèdent leur propre corps et contrôlent leur propre sexualité - c'est ce qu'il se passe dans le BDSM. ».

## Apparitions documentaires
- 2007 : A Tale of Two Bondage Models
- 2009 : Graphic Sexual Horror (en)
- 2012 : Public Sex, Private Lives
- 2013 : Kink (en)
- 2017 : Twiz & Tuck